# 雷德弗米利恩鎮區 (堪薩斯州尼馬哈縣)
雷德弗米利恩鎮區（英語：Red Vermillion Township）為美國堪薩斯州尼馬哈縣轄下的鎮區。2010年美国人口普查中此鎮區人口有110人。

## 地理
雷德弗米利恩鎮區涵蓋總面積為93.2平方（35.98平方英里），其中陸地面積為92.9平方（35.86平方英里），水域面積為0.31平方（0.12平方英里）或0.33%。海拔高度382（1,253英尺）。

## 人口統計
根據2010年美國人口普查，雷德弗米利恩鎮區人口有110人，其中男性有65人，女性有45人，人口密度為每平方公里1.18人，住房計52戶。鎮區內的白人有110人，非裔美國人有0人，美洲原住民有0人，亞裔美國人有0人，太平洋島裔美國人有0人，其他種族有0人，混血種族則有0人。此外鎮區內有0人為西班牙裔或拉丁裔美國人。此鎮區之年齡中位數為47.8歲，而男性年齡中位數為47.2歲，女性年齡中位數為48.8歲。

## 交通

### 主要公路
- 9號堪薩斯州州道
- 63號堪薩斯州州道